# Azienda autonoma delle Ferrovie dello Stato
L'Azienda autonoma delle Ferrovie dello Stato era una azienda autonoma italiana, nonché la definizione giuridica delle Ferrovie dello Stato (FS) utilizzata de facto dal 1950 circa.
Tale denominazione giuridica, che sostituiva quella di Amministrazione autonoma delle Ferrovie dello Stato, utilizzata fin dal 1905 a seguito della cessazione per riscatto, statuita dalla legge 22 aprile 1905, n. 137, delle preesistenti aziende ferroviarie (Mediterranea, Adriatica, Sicula e altre minori), fu formalizzata nel 1958 con l'ordine di servizio 85/1958.
L'entrata in vigore della legge 17 maggio 1985, n. 210, istitutiva dell'ente "Ferrovie dello Stato" dal 1º gennaio 1986, comportò la cessazione della precedente azienda.

## Storia
Con la legge n. 259 del 15 giugno 1905 e con legge n. 429 del 7 luglio 1905 fu istituita l'Amministrazione autonoma delle Ferrovie dello Stato (in sigla: FS) sotto la direzione del Ministero dei lavori pubblici, in attuazione della citata legge 137/1905 che prevedeva l'assunzione, a totale carico dello Stato, della proprietà e dell'esercizio della maggior parte delle società di trasporto ferroviarie fino ad allora in mano a varie società private.
Dal 1924 le FS vennero poste sotto la giurisdizione del Ministero delle comunicazioni, al quale, dal 1944, subentrò il Ministero dei trasporti. Dal 1935 al 1940 le FS ebbero anche una breve avventura nel settore dell'estrazione petrolifera, poiché erano l'amministrazione presso la quale era inquadrata la gestione speciale autonoma dell'Azienda Italiana Petroli Albanesi.
La denominazione di Azienda autonoma delle Ferrovie dello Stato, utilizzata de facto dal 1950 circa, fu formalizzata nel 1958 con l'ordine di servizio 85/1958.
Trasformata con legge 17 maggio 1985 n. 210 in Ente Ferrovie dello Stato, dal 1992 assunse il nome di Ferrovie dello Stato - Società di Trasporti e Servizi per azioni, diventando nel 2000 Ferrovie dello Stato S.p.A. e dal 2011 Ferrovie dello Stato Italiane S.p.A..

## Organizzazione

La locomotiva a vapore FS 685.173 nel 1931. Progettate dal Servizio Materiale e Trazione e costruite in 391 unità, le locomotive del gruppo 685 sono considerate le migliori locomotive a vapore per treni viaggiatori delle FS. Due di esse sono in uso per la trazione di treni turistici e rievocativi.

Sebbene le FS formalmente fossero un'azienda autonoma in realtà esse disponevano di un'autonomia limitata, in quanto erano subordinate al ministro dei trasporti, che presiedeva il consiglio d'amministrazione, stabiliva tutte le direttive di massima, controllava i programmi ed emanava i decreti di attuazione delle decisioni assunte a livello centrale. Su tutte le materie, oltre certi limiti di gestione economico-finanziaria, doveva legiferare il Parlamento.
L'organizzazione dell'Azienda Autonoma delle FS prevedeva un direttore generale e dieci servizi, distinti in servizi amministrativi e servizi dell'esercizio:
I servizi dell'esercizio, incaricati della produzione vera e propria del trasporto ferroviario, erano cinque:
- Servizio Movimento: si occupava della circolazione dei treni e della predisposizione degli orari; sintetizzando le richieste degli altri servizi pianificava gli sviluppi della rete;
- Servizio Commerciale e del Traffico: si occupava della gestione della parte commerciale del traffico merci e viaggiatori, compresa la definizione delle tariffe;
- Servizio Materiale e Trazione[Nota 3]: si occupava del progetto, della costruzione e della manutenzione dei veicoli;
- Servizio Lavori e costruzioni: si occupava del progetto, della costruzione e della manutenzione dell'infrastruttura: sede, armamento, gallerie, ponti e fabbricati (comprese le stazioni);
- Servizio Impianti elettrici: si occupava degli impianti elettrici, di trazione elettrica, di segnalamento e di telecomunicazione.

I servizi amministrativi, insieme agli organi afferenti all'ufficio del direttore generale, eseguivano le attività burocratiche necessarie all'esercizio. Erano cinque:
- Servizio Personale: si occupava delle risorse umane (personale dell'esercizio, degli uffici e di dirigenza);
- Servizio Sanitario: con proprio personale medico e paramedico, si occupava dell'idoneità fisica e psicologica del personale e della prevenzione degli infortuni;
- Servizio Ragioneria: per la gestione ed il controllo economico;
- Servizio Approvvigionamenti: acquistava e gestiva i materiali nuovi e gestiva le scorte dei materiali di consumo, di manutenzione e le parti di ricambio; provvedeva anche all'eliminazione, tramite vendita o demolizione, di quanto non più utile all'esercizio;
- Servizio Affari generali: svolgeva attività connesse alla pianificazione e programmazione generali, eseguiva le analisi statistiche, redigeva le relazioni periodiche sull'andamento dell'Azienda e curava anche le relazioni con i media, oltre a gestire il Museo ferroviario di Roma.

Le denominazioni e i compiti dei servizi, nel corso degli anni di esistenza dell'Azienda, hanno subito variazioni e adattamenti in seguito ai mutati orientamenti politici, alle esigenze organizzative e alla domanda di trasporto. Ognuno dei servizi aveva proprio personale assegnato.
Dalla Direzione generale e dai Servizi dipendevano gli uffici e le strutture di produzione presenti su tutto il territorio nazionale e le rappresentanze commerciali dell'azienda all'estero. L'organizzazione territoriale, in Italia, era ripartita in Compartimenti, istituiti nel 1905 come prosecuzione dell'organizzazione delle preesistenti società private e riorganizzati nel 1908 a seguito della legge 7 luglio 1907, n. 429 (dapprima dieci e in seguito quindici).
A essi si aggiungevano organi dotati di speciali competenze. Alcuni avevano carattere temporaneo, come gli uffici stralcio delle gestioni prestatali che si occuparono, nei primi anni di attività dell'azienda, del passaggio delle consegne da parte delle preesistenti società ferroviarie e delle conseguenti liquidazioni.
Altri come l'Istituto sperimentale, ebbero carattere permanente: svolgeva attività di collaudo, ricerca tecnologica applicata, consulenza e normativa sia di laboratorio che esterna anche per conto terzi.
Questa organizzazione rimase sostanzialmente invariata fino alla trasformazione in ente pubblico (1985).
Il Servizio Movimento ed il Servizio Commerciale e del Traffico, nei primi anni '70, furono entrambi investiti dalle mutate esigenze dei traffici viaggiatori e merci.
Il Servizio Movimento pensò all'utilizzo di elaboratori informatici che, già in quegli anni, molte aziende industriali italiane impiegavano nei processi di pianificazione produttiva, commerciale o di controllo gestionale.
Fu progettato il Sistema Controllo Centralizzato Rotabili -C.C.R.- per il processo di conoscenza in tempo reale della situazione fisica delle carrozze viaggiatori e dei carri merci, e del loro utilizzo.
Il Servizio Commerciale e del Traffico rispose alle mutate esigenze del traffico merci puntando sulla valorizzazione del capitale umano. Nel 1970 fu istituita la nuova attività dei "Consulenti della Clientela per il Traffico Merci".

## Cronologia dei direttori generali
La cronologia dei direttori generali è riportata nella tabella seguente:
| Nominativo                     | Date                         | Qualifica                    |
| ------------------------------ | ---------------------------- | ---------------------------- |
| ing. Riccardo Bianchi          | luglio 1905-gennaio 1915     | Direttore generale           |
| ing. Raffaele De Cornè         | gennaio 1915-febbraio 1920   | Direttore generale           |
| ing. Raffaele De Cornè         | febbraio 1920-settembre 1920 | Amministratore generale      |
| ing. Carlo Angelo Crova        | settembre 1920-luglio 1922   | Direttore dell'esercizio     |
| ing. Andrea Alessandri         | luglio 1922-settembre 1922   | Amministratore generale      |
| ing. Luigi Alzona              | ottobre 1922-novembre 1923   | Amministratore generale      |
| on. dr. Edoardo Torre          | dicembre 1923-aprile 1924    | Commissario straordinario    |
| ing. Cesare Oddone             | giugno 1924-aprile 1931      | Direttore generale           |
| ing. Luigi Velani              | maggio 1931-luglio 1944      | Direttore generale           |
| gen. ing. Giovanni Di Raimondo | novembre 1943-luglio 1944    | Direttore generale (Salerno) |
| ing. Bartolomeo Nobili         | settembre 1943-aprile 1945   | Direttore generale (Verona)  |
| ing. Giovanni Di Raimondo      | luglio 1944-ottobre 1956     | Direttore generale           |
| ing. Severo Rissone            | ottobre 1956-novembre 1962   | Direttore generale           |
| dr. Giuseppe Renzetti          | novembre 1962-settembre 1965 | Direttore generale           |
| ing. Ruben Fienga              | settembre 1965-dicembre 1971 | Direttore generale           |
| ing. Filippo Bordoni           | gennaio 1972-marzo 1975      | Direttore generale           |
| ing. Lucio Mayer               | marzo 1975-maggio 1977       | Direttore generale           |
| dr. Ercole Semenza             | maggio 1977-ottobre 1984     | Direttore generale           |
| ing. Luigi Misiti              | ottobre 1984-maggio 1985     | Direttore generale           |

### Riferimenti
1. 1 2  Collegio Amministrativo Ferroviario Italiano, pp. 11-12.
2. ↑  Legge 22 aprile 1905, n. 137, che approva i provvedimenti per l'esercizio di Stato delle ferrovie non concesse ad imprese private
3. ↑  Legge 17 maggio 1985, n. 210, in materia di "L. 17 maggio 1985, n. 210, Istituzione dell'ente "Ferrovie dello Stato""
4. ↑   maas.ccr.it, su guidagenerale.maas.ccr.it. URL consultato il 29 maggio 2020 (archiviato dall'url originale il 1º agosto 2018).
5. ↑   ferrovieitaliane.net. URL consultato il 13 luglio 2013 (archiviato dall'url originale il 2 febbraio 2014).
6. ↑  Statalizzazione delle ferrovie italiane
7. ↑  lombardiabeniculturali.it
8. ↑  Ministero dei trasporti. Ferrovie dello Stato, p. 000.
9. ↑  Stagni:La riforma delle ferrovie. Dalle FS a Trenitalia, cronaca di vent'anni di trasformazioni
10. ↑  s:L. 9 luglio 1908, n. 405 - Conversione in legge del decreto Reale 12 marzo 1908, n. 110, sull'ordinamento delle Direzioni compartimentali delle ferrovie dello Stato
11. ↑  Salvatore Ciancio, il Sistema Controllo Centralizzato Rotabili -C.C.R.- in corso di realizzazione sulla rete FS. La Tecnica Professionale n°11, novembre 1976
12. ↑  Azienda Autonoma delle Ferrovie dello Stato - Tecnica dei Rapporti con la Clientela - Roma 1970
13. ↑  Coletti, pp. 418-419.

### Fonti a stampa
- Atti della Reale Commissione per lo studio di proposte intorno all'ordinamento delle strade ferrate, Roma, Tipografia della Camera dei Deputati, 1898-1906.
- Atti della Commissione parlamentare per l'esame dell'ordinamento e del funzionamento delle Ferrovie dello Stato istituita dalla legge 23 luglio 1914, n. 742, Roma, Tipografia nazionale di Giovanni Bertero, 1917.
- Aldo Bonforti e Emilio Ventre, L'ordinamento dell'azienda ferroviaria, Roma, Collegio Amministrativo Ferroviario Italiano, 1975.
- Collegio Amministrativo Ferroviario Italiano, Lineamenti generali dell'ordinamento dell'Azienda ferroviaria, Roma, Collegio Amministrativo Ferroviario Italiano, 1980.
- Guido Corbellini, Il cinquantenario delle Ferrovie dello Stato, in Ingegneria Ferroviaria, vol. 9, n. 5-6, 1955,  pp. 333-528, ISSN 0020-0956 (WC · ACNP).
- Ministero dei trasporti. Ferrovie dello Stato, Relazione per l'anno finanziario 1958-59, Roma, Ferrovie dello Stato, 1960.

### Storiografia e complementi
- 1905. La nascita elle Ferrovie dello Stato, a cura di Valerio Castronovo, con saggi di Adriana Castagnoli, Andrea Giuntini e Sara Piccolo, e con una documentazione di Maria Rosaria Ostuni, Milano, Leonardo International, 2005, ISBN 88-88828-37-0.
- Evoluzione tecnica ed economica delle ferrovie nei cento anni dell'Unità d'Italia 1861-1961, in Ingegneria ferroviaria, 15 (1961), n. 7-8, pp. I-XII, 583-788, ISSN 0020-0956.
- La gestione di Stato delle ferrovie italiane (1905-1955). Monografie, presentazione di Giovanni Di Raimondo, realizzazione della Sezione Documentazione del Servizio Personale ed Affari generali curata da Raffaele Meliarca, Renato Proia e Carlo Chini, Roma, Ferrovie dello Stato, 1956.
- Edoardo Altara, Compendio storico-tecnico delle ferrovie italiane, vol. 1° Nascita e sviluppo delle ferrovie, Cortona, Calosci, 2012, ISBN 978-88-7785-278-6.
- Edoardo Altara, Compendio storico-tecnico delle ferrovie italiane, vol. 2° La trazione a vapore. L'elettrificazione. La trazione Diesel. Il materiale rotabile rimorchiato, Cortona, Calosci, 2013, ISBN 978-88-7785-282-3.
- Italo Briano, Storia delle ferrovie in Italia, Milano, Cavallotti, 1977.
- Roberto Buratta, La privatizzazione delle FS tra vicende storiche e prospettive attuali. Parte I. Il fallimento dell'esperienza privatistica ottocentesca e il dibattito sulla statizzazione, in Ingegneria ferroviaria, 52 (1997), n. 10, pp. 693-704, ISSN 0020-0956.
- Roberto Buratta, La privatizzazione delle FS tra vicende storiche e prospettive attuali. Parte II. L'ottantennio della gestione di Stato e la recente stagione delle riforme: le Ferrovie italiane al traguardo dell'integrazione europea, in Ingegneria ferroviaria, 52 (1997), n. 11, pp. 766-778, ISSN 0020-0956.
- Franco Castiglioni, Ferrovie dello Stato 100 anni. La storia delle FS nelle cartoline, Salò, Editrice Trasporti su Rotaie, 2005, ISBN 88-85068-13-8.
- Giovanni Coletti, Storia di una riforma: l'Ente Ferrovie dello Stato, Roma, Collegio amministrativo ferroviario italiano, 1985.
- Marcello Cruciani e Roberto Zannotti, Pubblico e privato nella storia delle ferrovie, in I treni, 23 (2002), n. 233, pp. 12-19.
- Andrea Curami e Paolo Ferrari, I trasporti del Regno. Iniziativa privata e intervento statale in Italia 1861-1946, Brescia, Fondazione Negri, 2007, ISBN 88-89108-10-X.
- Ferrovie dello Stato. Coordinamento Strategia e Innovazione, I risultati di gestione economica delle ferrovie italiane dal 1906 al 1998, ricerca curata da Pietro Spirito e Roberto Buratta, Roma, Ferrovie dello Stato, 2000.
- Valter Guadagno, Ferrovie ed economia nell'Ottocento postunitario, Roma, Collegio amministrativo ferroviario italiano, 1996.
- Valter Guadagno, Le ferrovie in età giolittiana: politica, società, economia, Roma, Collegio amministrativo ferroviario italiano, 2003.
- Valter Guadagno, Cento anni di storia ferroviaria: i dirigenti, l'Azienda, il Paese (1905-2005), Roma, Assidifer Federmanager, 2006.
- Livio Jannattoni, Il treno in Italia, Roma, Editalia, 1975.
- Gian Carlo Loraschi, L' impresa pubblica. Il caso delle Ferrovie dello Stato, Milano, Giuffrè, 1984, ISBN 88-14-00060-3.
- Stefano Maggi, Storia dei trasporti in Italia, Bologna, Il Mulino, 2005, ISBN 88-15-10551-4.
- Guido Melis, Storia dell'amministrazione pubblica italiana (1861-1993), Bologna, Il Mulino, 1993, ISBN 88-15-05668-8.
- Piero Muscolino e Francesco Ogliari, 1839-1989. Centocinquanta anni di trasporti in Italia. Edizione speciale per le Ferrovie dello Stato, Milano, SOCIMI Editrice, 1989.
- Francesco Ogliari e Piero Muscolino, I trasporti in Italia dal 1800, Milano, Arcipelago Edizioni, 2003, ISBN 88-7695-173-3.
- Maurizio Panconesi, Un secolo fa in ferrovia, in Tutto treno & storia, n. 7, (2002), pp. 52-67; n. 8, (2002), pp. 54-64.
- Maurizio Panconesi, Ferrovie dello Stato. Il primo anno d'esercizio FS 1905-1906. Il nuovo materiale rotabile, Cento, La vaporiera, 2005.
- Antonio Papa, Classe politica ed intervento pubblico nell'età giolittiana. La nazionalizzazione delle ferrovie, Napoli, Guida, 1973.
- Giuseppe Pavone, Riccardo Bianchi. Una vita per le ferrovie italiane, Roma, Collegio Ingegneri Ferroviari Italiani, 2005.
- Claudio Pedrazzini, Il primo decennio della gestione statale delle ferrovie italiane, Cremona, Lucio Campedelli Editore, 2002.
- Gianni Robert, Le ferrovie nel mondo, Milano, Vallardi, 1964.
- Giuseppe Vicuna, Organizzazione e tecnica ferroviaria, Roma, Collegio Ingegneri Ferroviari Italiani, 1968.